# Національний парк Козія
Національний парк Козія ( рум. Parcul Național Cozia   ) є національним парком II категорії МСОП, на територіі якого знаходяться два букових праліси Карпат. Парк розташований у південно-центральній частині Румунії, у північно-східній частині повіту Вилча та належить до адміністративніх територій населених пунктів Брезой, Келіменешть, Раковіца, Перішані, Селетручел і Беріславешть.

## Розташування
Національний парк розташований у Південних Карпатах, їх центрально-південній частині. Він охоплює південно-східну частину гір Лотру та схід гір Капеці в середній течії річки Олт .

## Опис
Національний парк Козія має площу 171 км 2 . Законом № 5 від 6 березня 2000 р. його було оголошено природно-заповідною територією (опубліковано в Офіційній газеті Румунії № 152 від 12 квітня 2000 р.) . 
Флора и фауна цієї території характерна для Південних Карпат. Значна кількість видів лишайників, наявніх у Національному парку Козія, була вивчена в 2007 році.  На території Парку розташовані два старовікові ліси, які у 2017 році було внесено до природного об’єкта «Букові праліси Карпат та інших регіонів Європи» . 